# Guilherme Blest Gana
Guilherme Blest Gana (Santiago, 1829 — 1905) foi um poeta chileno. 